# Storia di Sora
(da: Passeggiate per l'Italia vol.II di Ferdinand Gregorovius - 1906)

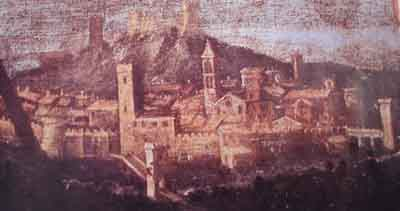
Visione seicentesca della città di Sora. Dipinto di Francesco Vanni

I primi insediamenti certificati nella zona risalgono al Paleolitico medio. Uno di una certa consistenza è stato localizzato sul monte S. Casto e Cassio dove sono stati rinvenuti anche tratti di mura poligonali risalenti al periodo volsco (VI-IV secolo a.C.)
Pare che l’uomo di Neanderthal fosse presente a Sora già a cominciare da circa 80 000 anni fa. Reperti riferibili alla cultura musteriana e risalenti a una fase fredda dell'ultimo periodo glaciale sono stati trovati in località Valle Radice, Carnello e Colle d'Arce-Scignatte. Sempre in località Carnello sono stati rinvenuti frammenti ceramici dell'età del bronzo e alcuni frammenti dell'età del ferro. Della stessa età, ma in maggior quantità, sono stati trovati manufatti sul Monte San Casto (anno 1981)
Certamente sulla scelta di questa zona per insediamenti così antichi è stata determinante la presenza di importanti corsi d'acqua. Il fiume Liri influisce sicuramente sulla produttività agricola ed è un ottimo baluardo difensivo “abbracciando” la parte più antica dell'abitato. A tal proposito, alcuni autori del passato, ma anche più moderni e qualificati in materia, ritengono che all'incirca 2000 anni prima di Cristo il corso del fiume sia stato deviato dal suo primitivo corso rettilineo all'altezza dell'attuale Ponte di Napoli dove è presente un gomito di 90º verso destra. Non è sicuro che ciò sia stata opera degli uomini, ma è certo che in questo modo, con alle spalle l'alto sperone roccioso dell'acropoli e circondata su tutti gli altri lati dal fiume, Sora doveva risultare, a quell'epoca, quasi inespugnabile. Siamo, però, ancora nella preistoria.
Le prime notizie storiche risalgono invece all'epoca volsca per cui si è usi affermare che la città fu fondata dai Volsci. Sora ha subito molte occupazioni nel corso dei secoli dai Normanni agli Angioini, sede di una contea ed in seguito del Ducato di Sora, fu acquisita nel 1796 dal Regno di Napoli e annessa alla provincia di Terra di Lavoro.
Passata a far parte del Regno d'Italia, nel 1927 fu scorporata dalla Terra di lavoro per essere inserita nella neo-formata provincia di Frosinone.

## Le origini del nome
Il toponimo Sora ha un'origine molto antica ed incerta, sembra derivare da Sorae, oppure da Soranus che in latino significa di Sora, ma il nome, potrebbe avere anche radici indoeuropee e derivare da Sor ossia roccia ed acqua riferendosi a monte San Casto ed al fiume Liri.
Comunque il nome è restato immutato nei tempi.
Con certezza si sa, infatti, che già Tito Livio cita la conquista di Sora da parte dei Romani tra il 326 ed il 312 a.C. nella Battaglia di Lautulae; Decimo Giunio Giovenale parla di come Sora riusciva ad esaudire desideri e vizi degli uomini; Ludovico Ariosto nell'Orlando Furioso fa riferimento al duca di Sora nel Canto XXXVI.

## Le origini volsche

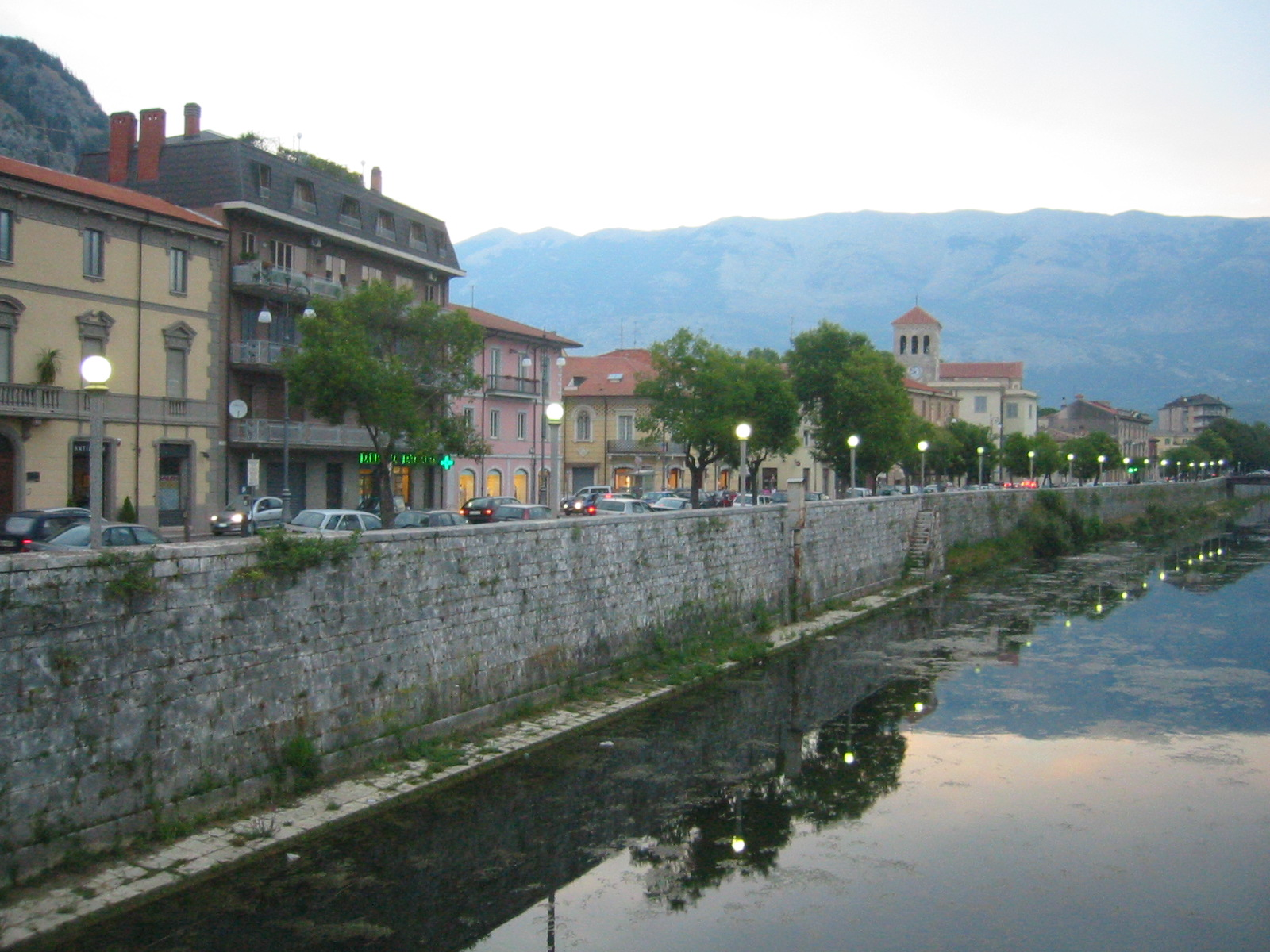
Il Lungoliri

Sora, allo sbocco della Valle Roveto, si trova al centro di un'importante arteria stradale che collega la provincia di Rieti con il Lazio meridionale, Capua e le antiche colonie greche sul mar Tirreno. Il suo territorio fu quindi percorso già a partire dal VII secolo a.C. da genti sabine ed osche dirette verso il Tirreno.

A queste si sommarono le popolazioni Volsche che, attraverso le valli di Roveto, del Lacerno, di Comino e del Melfa, giunsero nel sorano, creandovi un caposaldo per ulteriori espansioni. ”... Sora agri volsci fuerat... “
Infatti i Volsci, attraverso la Media Valle del Liri e il Frusinate, occuparono lentamente gran parte del territorio del sud Lazio (fino ad Anzio) abitato in precedenza, come nel caso di Sora, da altri popoli italici quali Ausoni ed Aurunci.
"La Sora volsca si estendeva molto più verso il nord della città, propriamente sulla strada che conduce alla chiesa campestre di Valle Francesca."
"Indagini di superficie e scavi condotti dal 1977 permettono di delineare meglio la storia del centro. Un insediamento protostorico è stato individuato sulle tre alture di Monte San Casto, racchiuse già nel VI-V secolo a.C. entro imponenti mura in opera poligonale, che a Ν scendono verso il Liri fino alla chiesa della Madonna di Val Francesco abbracciando, così, un territorio assai più vasto dell'attuale abitato."
Le fortificazioni in opera poligonale di 2ª maniera, blocchi semplicemente poggiati senza malta, (IV secolo a.C.) sono di origine volsca. In seguito all'annessione da parte di Roma furono completate dai Romani con un unico circuito che comprendeva il centro abitato e il vicino Monte San Casto oltre ad altre numerose e monumentali opere a dimostrazione dell'importanza strategica della città. Tra queste, sicuramente, la più importante ed imponente fu la realizzazione di un maestoso tempio dedicato al dio Serapide, divinità congiunzione (Osoros-Api) di cultura e religione greca ed egizia, il cui culto fu introdotto in Alessandria d'Egitto.
Numerose sono le testimonianze del periodo volsco soprattutto per quanto concerne i testi della letteratura storica romana.
Nell'Ab Urbe Condita di Tito Livio vengono minuziosamente descritte le battaglie degli antichi sorani, all'epoca volsci, alcune delle quali vittoriose, contro la potenza di Roma.

## La Colonia latina e l'età romana
Sin dal 348 a.C. in epoca romana Sora per la sua collocazione strategica rivestì un ruolo importante; fu colonia latina con alterne fortune per Roma, a causa, come per altre colonie, delle difficoltà con le popolazioni autoctone osco-umbre, e poi uno dei suoi maggiori municipi.
345 a.C.
I consoli romani Marco Fabio Dorsuo e Servio Sulpicio Camerino Rufo, nell'ambito di operazioni contro i Volsci, conquistano Sora stanziandovi un consistente caposaldo militare
314 a.C.
Sora si ribella ai Romani in guerra contro i Sanniti
313 a.C.
Sora è riconquistata dalle truppe guidate dai consoli Marco Petelio Libone e Gaio Sulpicio Longo III
Più in dettaglio: Secondo Tito Livio, i Romani posero l'assedio a Sora per vendicare i soldati della guarnigione fatti a pezzi nella ribellione dell'anno precedente. La città però risultò subito veramente inespugnabile. I Romani riuscirono comunque a conquistarla grazie al tradimento di un soldato sorano, che rivelò un passaggio segreto sulla "Rava rossa". Durante la notte il sangue di centinaia di persone, uccise nel sonno, arrossò le acque del Liri.
I restanti cittadini furono catturati e 225 di essi, ritenuti responsabili della ribellione, furono portati incatenati a Roma e decapitati nel foro
305 a.C.
Nuova ribellione stroncata dai Romani.
303 a.C.
Dopo la Seconda guerra sannitica, sotto i consoli Lucio Genucio Aventinense e Servio Cornelio Lentulo, è dedotta a Sora la prima vera colonia latina, agricolo-militare, di 4 000 coloni. Questi occuparono un territorio a nord dell'agro di Sora, probabilmente con lo scopo di isolare Arpino dai Marsi, non ancora pacificati e costituire una testa di ponte contro i Sanniti.
299 a.C.
(circa) Nasce a Sora, ma forse a Balsorano (etimologicamente legata a Sora: Vallis Sorana), comunque sempre in territorio di Sora, Marco Atilio Regolo console romano durante la prima guerra punica
293 a.C.
Sora è incorporata nello stato romano
290 a.C.
Iscrizione dei cittadini sorani alla tribù Romilia
209 a.C.
Sora è fra le colonie latine che rifiutarono l'aiuto a Roma nella seconda guerra punica, per questo, nel 204 a.C., Roma impose il raddoppio del contingente militare a sua disposizione e un tributo annuo.
88 a.C.
Dopo decisive battaglie nella Media Valle del Liri, hanno termine le guerre sociali e Sora, che fra l'altro questa volta non è stata fra le ribelli,  ottiene la cittadinanza romana diventando (con la Lex Julia Municipalis) municipio di pieno diritto, retto da quattuorviri.
43 a.C.
Il Console Gaio Vibio Pansa recluta a Sora la Legio IIII Sorana
42 a.C.
Viene istituita a Sora una colonia triumvirale, con i veterani della IV legio Sorana. Personaggio rappresentativo di questo periodo è il tribuno militare Lucio Firmio alla cui memoria fu dedicata una lapide ancora conservata.
Le colonie latine dedotte a Sora beneficiarono di tutti i diritti compresi nello «ius Latii», quindi anche lo «ius suffragii», che, con l'iscrizione nelle liste censorie, permetteva di partecipare alle elezioni dei pubblici magistrati. Sora faceva parte della tribù Romilia.
Epoca augustea
Accrescimento dell'importanza della colonia sorana. A quest'epoca risale la costruzione dell'acquedotto del Lacerno di cui si conservano ancora tracce
Da adesso in poi, Sora rimarrà sempre «civitas Romanorum Colonia», considerata dagli storici una delle più progredite nonché privilegiate città di tutta l'epoca imperiale. Con le altre genti della media Valle del Liri, seguirà quindi le vicende storiche di Roma.
A fronte di numerosi riferimenti storiografici, gli elementi archeologici relativi all'epoca romana sono scarsi. Resta difficile infatti rintracciare il classico impianto romano in quanto ripetutamente stravolto nel corso del medio evo. La via principale trova corrispondenza nell'attuale Corso dei Volsci sotto il quale sono stati in più punti individuati tratti di basolato. Parallelamente, correvano altre due strade corrispondenti alle attuali Via Pianello e Via Sant'Aprossunzio; alcuni tratti dell'antica loro pavimentazione sono stati individuati in scavi vicino alla cattedrale. Il reperto più importante è costituito dal podio di un tempio di tradizione etrusco-italica databile intorno al 303 a.C.. Tale podio funge da basamento per l'attuale cattedrale in cui sono stati inglobati anche tratti murari in opera quadrata. Sempre nella cattedrale sono stati rinvenuti i resti dell'antica pavimentazione in lastre calcaree, un'ara dedicata a Marte, un rilievo raffigurante Ercole, antefisse raffiguranti la Pòtnia Theròn e monete coniate fra il 118 a.C. ed il 40 d.C. È da segnalare anche un santuario rupestre dedicato al dio Silvano (loc. Rava Rossa) a metà strada fra l'attuale cattedrale ed i resti di Rocca Sorella.
161
Giuliano, soldato dalmata, viene a Sora per predicare il cristianesimo. Subisce il martirio nel tempio di Serapide (oggi chiesa di San Giuliano). Successivamente il numero dei cristiani crebbe al punto che Sora fu designata come sede vescovile immediatamente soggetta al Pontefice (anno 272).
244-249
sotto l'Imperatore Caius Marcus Iulius Philippus e l'Imperatrice Marcia Otacilia Severa, madre di Marco Iulio Severo Filippo, l'antica colonia di Sora assume la denominazione di «Julia Praetoria».
271
Sora diventa sede di una primordiale Diocesi Vescovile. (La data del 271 non ha finora riscontro, ma Ferdinand Gregorovius testimonia che il primo vescovo di Sora è antecedente al martirio di santa Restituta)
275
Morte della martire Santa Restituta, torturata e decapitata presso il Fibreno, al Carnarium (l'attuale Carnello).
313
Editto di Costantino. Di poco posteriore è l'edificazione della chiesa di Santa Restituta
455
In concomitanza del sacco di Roma, pare che i Vandali siano giunti anche nei pressi di Sora. Una tradizione locale narra infatti che la città fu risparmiata grazie all'intervento miracoloso dei santi Casto e Cassio, tanto che ne scaturì l'usanza, restata in auge per molto tempo, di una solenne processione da tenere il 9 di marzo di ogni anno.

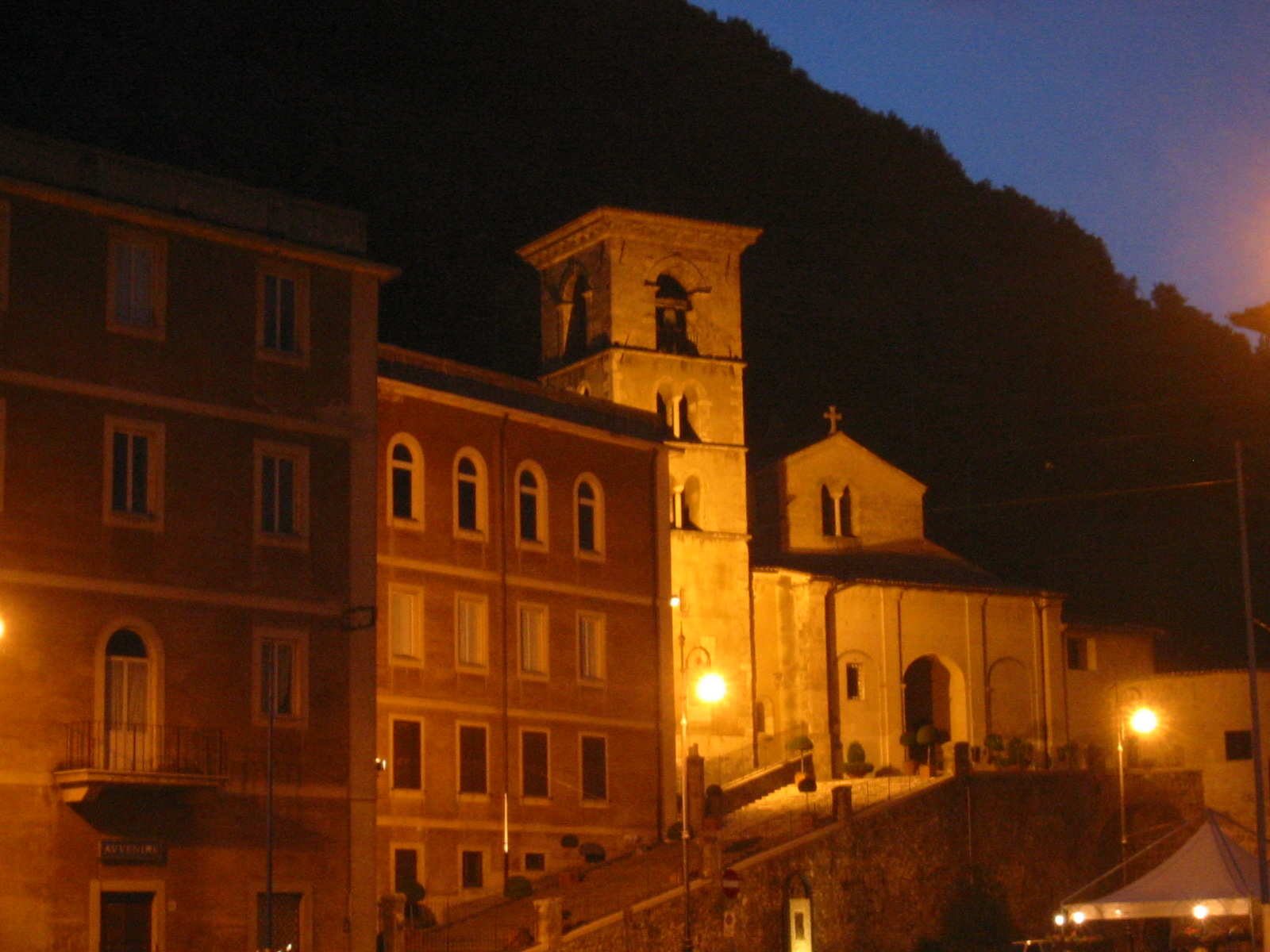
Piazza Indipendenza e il Duomo

## L'alto medioevo
Non si hanno notizie dell'influenza dei regni ostrogoti di Odoacre e di Teia sulla città di Sora.
573
Sora è la capitale della Provincia di Valeria facente parte del Ducato Romano, soggetto al dominio bizantino, sotto il prefetto del pretorio Longino Flavio (568-584). È, per i Bizantini: «Civitas Romanorum», ossia città dei “Romani” indipendente dai “barbari”
Da questa epoca inizia a conformarsi quella giurisdizione particolare che accompagnerà Sora in tutta la sua storia: il privilegio di “città regia”. Tale privilegio riceverà conferma in successione da: Carlo Magno, Ruggero I di Sicilia, Enrico VI, Federico II, Carlo I d'Angiò e Carlo II.
Sora nel Medio Evo presenta una propria configurazione, distinta dalla campagna e dai villaggi (pagus e vici), ha un aggregato sociale con tutti i ceti, ha mura di cinta, 5 torrioni di difesa alle porte principali, centro urbano, piazze, strade, abitazioni pubbliche e private, canali, fogne, ponti e pozzi ed è divisa in quartieri. Si è dotata di una notevole cattedrale dedicata a Santa Maria e di numerose chiese minori. Vi si svolgono un mercato giornaliero e uno settimanale, diverse fiere importanti, data la sua posizione geografica, favorevole agli scambi fra l'Abruzzo, il Lazio e la Campania. Il centro religioso è nell'odierna Piazza Indipendenza, ove, in epoca romana, era situato il tempio di Apollo - Sole e successivamente la cattedrale di Santa Maria. Il centro politico e militare, considerando i resti venuti alla luce negli scavi del 1927, è fra le odierne piazze di Santo Spirito e Santa Restituta.
Sora non si esauriva nella cerchia delle sue mura; collegati alla sua vita erano il borgo di San Rocco (gruppo di case appollaiate presso la porta occidentale) coi suoi orti, coi suoi coloni dediti all'agricoltura ed alla pastorizia; la pianura di Sora con rare case rustiche e capanne, formate da rami di alberi intonacati con creta o con impasto di terra grassa; il pago di Balsorano, il vico di San Domenico cogli avanzi della villa natale di Marco Tullio Cicerone.
In questo suo vasto territorio esistevano tre classi di uomini: i cittadini del centro urbano con i massimi diritti, quelli del borgo, dei pagi e dei vici con minori diritti, quelli rustici della campagna con diritti inferiori alle due classi precedenti.
La città aveva il Municipio, dove il preside, il magistrato municipale, i decurioni (decemviri), i quattro assessori (quattuorviri) esercitavano la loro autorità amministrativa e giurisdizionale sulle persone di tutto il territorio sorano.
Con l'invasione dei Longobardi la tradizione dell'epoca romana, così come nel resto della penisola, si conserva in Sora quasi intatta: gli invasori si limitano a sostituire gli amministratori di diritto latino con un loro Gastaldo, grado inferiore al Barone. Il primo è Rainerio. Infatti nel
702
(circa) Sora, dal dominio bizantino, passa nelle mani del duca Gisulfo I di Benevento e diventa capoluogo del gastaldato longobardo della valle del Liri, che comprendeva anche Aquinum e Casinum
Secondo altre fonti Gisulfo prese le città di Sora, Arpino ed Arce intorno al 705 e continuò ad avanzare, saccheggiando e bruciando, prima di essere convinto da papa Giovanni VI a ritirarsi dai territori dell'impero.
Fatto sta che, subito dopo l'anno 726, quando papa Gregorio II scomunicò Leone III Isaurico per la nota vicenda legata all'iconoclastia, Sora seguì l'esempio di Roma e di molte città del ducato romano, assoggettandosi al dominio temporale del papa. Dominio temporale che cominciò ad assumere valenza giuridica di lì a poco con la Donazione di Sutri.
787
Carlo Magno dona allo Stato della Chiesa le città di Sora, Arpino, Arce, Aquino, Capua e Teano. Capua passò sicuramente di mano, sulle altre ci sono però forti dubbi perché il papa Adriano I, qualche tempo dopo ne sollecitò la consegna allo stesso Carlo Magno.
846
I saraceni arrivano a Sora dove però sono arrestati da un'esondazione del Fibreno
858
Landolfo I di Capua, i cui possedimenti includevano anche il gastaldato di Sora, si ribella ad Ademaro principe di Salerno, per tornare allo Stato della Chiesa: il sovrano longobardo chiama in suo soccorso Guido I di Spoleto, il quale, in cambio dell'aiuto prestato, riceve le città di Sora, Arpino, Atina e Vicalvi. Aquino, restata in territorio campano, diventa il nuovo capoluogo del gastaldato.
866
Passa per Sora l'esercito condotto dall'imperatore Ludovico II contro i Saraceni. Questi, attestati da quarant'anni nel ribāṭ del Garigliano, sono definitivamente sconfitti nel giugno 915 (Battaglia del Garigliano) da un'armata riunita da papa Giovanni X che unifica sotto un unico comando l'esercito pontificio, le milizie dei Ducati del Centro-sud (Spoleto, Gaeta, Napoli, Salernoe Benevento) e la flotta bizantina.
A San Biagio Saracinisco, i sorani sconfiggono l'ultimo gruppo di rifugiati.
938
Sora saccheggiata dagli Ungari. Intervengono i Conti della Marsica che li sconfiggono estendendo la loro influenza sul Sorano e sulla Val di Comino.
970
Sora contea autonoma. Il primo conte è Ildebrando, figlio di Rachisio, gastaldo di Sora, la contea comprende anche Vicalvi.
Gli succedono: Teutone, Pietro I, Raineri, Pietro II, Signore di Sora e di Arpino, marito di Donna Doda a sua volta figlia del conte Oderisio dei Marsi, infine Gerardo fino all'occupazione normanna.
1011
San Domenico abate, fonda l'omonima abbazia alla confluenza del fiume Fibreno con il Liri, nello stesso sito occupato nel passato dalla villa di Cicerone. In questo è incoraggiato ed appoggiato dal conte Raineri (o Raniero) e da suo figlio Pietro II. Dopo il Sacco di Roma (1084), fu ospite dell'abazia papa Gregorio VII che poi morì a Salerno.

## Il periodo normanno
Nota: Il contenuto di questo paragrafo, se non indicato diversamente, fa riferimento a
1062
occupazione Normanna.
1099
I figli di Gerardo recuperano per breve tempo la contea, ma, dopo un assedio di sette mesi, i Normanni rientrarono in città, agevolati in questo da alcuni maggiorenti.
1103
il 15 di agosto, Ruggero I duca di Puglia incendia la città “con le sue sette chiese”. Dopo la distruzione, la città diviene demanio regio, ma il Vescovo guadagna in importanza ed autorità.
1104
reduce dal suo viaggio nel meridione, papa Pasquale II  passa per Sora dove pare consacri la chiesa di Santa restituta. Si ferma poi nell'Abbazia fondata da Domenico di Sora, lo riconosce santo e ne consacra la chiesa dedicandola congiuntamente alla Beata vergine ed al novello santo (22 agosto)
1110
una bolla di papa Pasquale II in questo anno definisce su richiesta del vescovo Goffredo i confini della Diocesi di Sora: "da Cenitina alla Valle Sorana e al fiume Sangro, Valle Regia (od. Barrea), Alfedena, Vestia, Savira di Anestro, Pietraretta"
1140
il re Ruggero II occupa di nuovo Sora. Ruggero era stato incoronato re dall'antipapa Anacleto II che in quel periodo disputava la tiara papale ad Innocenzo II.
1155
il papa Adriano IV, fuggito da Roma a seguito delle vicende legate ad Arnaldo da Brescia, passa per Sora e qui consacra solennemente la cattedrale dedicandola all'Assunzione della Madonna e a san Pietro.
1156
sommossa contro Simone prefetto di Sora che viene ucciso. Il re di Sicilia, Guglielmo il Malo ordina di ristabilire la situazione precedente. L'incarico è affidato a Simone, figlio del prefetto ucciso, che si vendica predando e incendiando la città. Rimane illesa solo la chiesa di santa Restituta. Tali azioni travalicano l'incarico ricevuto e rappresentano un'aperta ribellione al re . L'esercito regio costringe quindi Simone ad asserragliarsi per un anno nella rocca. Alla fine però l'assedio è tolto ed anzi dieci anni dopo Simone è perdonato.
“Trenta anni dopo (1170 circa), in un Catalogo di soldati da mettere a disposizione per una spedizione in Terra Santa, Sora risulta ‘demanio regio’ e per questo motivo non ha Baroni.” (citazione testuale)
1166
il re Guglielmo II il Buono deliberò la ricostruzione di Sora dandone mandato allo stesso Simone responsabile della precedente distruzione il quale invitò a rientrare tutti i fuoriusciti.
1191
Enrico VI di Svevia scende in Italia per essere incoronato imperatore dal Papa Celestino III. Nello stesso anno pone l'assedio a Napoli rivendicandone il possesso, ma una pestilenza diffusa nel suo esercito lo costringe ad una precipitosa ritirata. In questo contesto, al fine di rafforzare il potere nella Campania, l'imperatore concede Capua a Corrado di Lützelhardt, Rocca d'Arce a Dipoldo di Schweinspoint (non di Vohburg), e rocca Sorella a Corrado di Marlenheim.
Dopo la morte di Enrico VI e della moglie Costanza d'Altavilla, il Papa Innocenzo III assume la reggenza in quanto tutore del loro unico figlio Federico II. Però Marquardo di Annweiler, appoggiato da altri feudatari fra cui Corrado di Marlenheim, rivendica il regno di Napoli e quindi nella zona di confine si combattono una serie di battaglie che coinvolgono anche Sora.
1208
Sora è sotto l'assedio dell'Abate di Montecassino Roffredo dell'Isola e di Tommaso I d'Aquino, conte di Acerra. Il giorno 5 gennaio i cittadini sorani consegnano spontaneamente la città agli assedianti e Corrado è costretto ad asserragliarsi nella Rocca Sorella su monte San Casto. Di lì a qualche giorno, però, vista inutile ogni ulteriore resistenza, anche lui si arrende consegnandosi a Riccardo dei Conti di Segni, fratello del papa. Il 18 giugno, Innocenzo III, venuto a Sora , assegna la contea a Riccardo il quale gli giura fedeltà nella città di Ferentino.
1215
l'11 ottobre, nell'abbazia di Fossanova, un delegato di Federico II rinuncia, per conto dell'imperatore, a ogni diritto su Sora.
1221
La parte ghibellina della cittadinanza si rivolta mettendo fine alla signoria del papa. La città passa quindi sotto il diretto possesso di Federico II che la fa amministrare da suoi ufficiali.
Sora però si ribella anche all'imperatore per schierarsi con il Papa Gregorio IX e nel

Stemma di Sora con le tre bande nere

1229
il 28 ottobre, il Capitano Generale Tommaso I d'Aquino, conte di Acerra, per ordine di Federico II espugna la città e la rade al suolo. I superstiti si rifugiano nei paesi vicini, ma anche a L'Aquila ed a Sermoneta.
1230
demanio regio, ricostruzione della cattedrale in stile gotico-cistercense.
1238 e 1240
seconda e terza distruzione da parte di Federico II. Le tre bande nere dello stemma di Sora rappresentano appunto queste tre distruzioni.
Federico II non ne consente la ricostruzione finché vive. Nel testamento però dispone il risarcimento per la Curia di Sora.
Alla morte di Federico II (1250) Papa Innocenzo IV rivendicò il possesso del regno di Sicilia contro le mire di Corrado IV di Svevia figlio legittimo di Federico II.
1252
Sora, da poco ripopolata e passata sotto il dominio della famiglia d'Aquino, viene saccheggiata dagli imperiali perché schierata dalla parte del papa e di nuovo passa sotto il dominio dei tedeschi. Ma nel 1265 Papa Clemente IV designa nuovo re di Sicilia Carlo I d'Angiò il quale, sconfitto Manfredi, nel
1269
nomina Iacopo Cantelmo conte di Sora, Alvito, Popoli e Ortona, facendo anche riparare Rocca Sorella e disponendo che sia presidiata da un castellano milite con 30 inservienti.
1282
a seguito dei Vespri Siciliani, gli angioini perdono la Sicilia che passa agli aragonesi
1288
la famiglia dei Conti di Segni delle due linee di Valmontone e di Poli chiedono a papa Nicolò IV la restituzione della contea di Sora che era stata loro tolta da Federico II nel 1221. Il Papa nomina giudice della causa il cardinal Gaetani poi papa Bonifacio VIII, ma l'esito non è favorevole ai Conti che non riacquisteranno mai più la contea.
1292
La popolazione di Sora protesta contro Jacques de Bourson, nobile provenzale, a cui era stata concessa la città. Carlo II d'Angiò la conferma città regia.
1308-1310
compare un primo cenno negli elenchi di contribuzioni (“decime”) dovute per gli anni 1308-1310, compaiono, oltre alla ‘Mensa episcopatus sorani”, molte chiese sorane e del circondario, diverse delle quali attualmente non più esistenti.
1349
Terremoto catastrofico che interessa tutto il Lazio meridionale e conseguente crollo di numerosi edifici.
1355
nell'ambito delle ostilità fra il re Luigi I d'Ungheria e Giovanna I di Napoli, il conte Landau assale la città, ma viene respinto.
1399
Giovanni Tomacelli, fratello di Bonifacio IX, è per breve tempo conte di Sora investito da Ladislao I di Napoli, finché con la morte del papa, Sora torna ai Cantelmo.

## Il Ducato di Sora

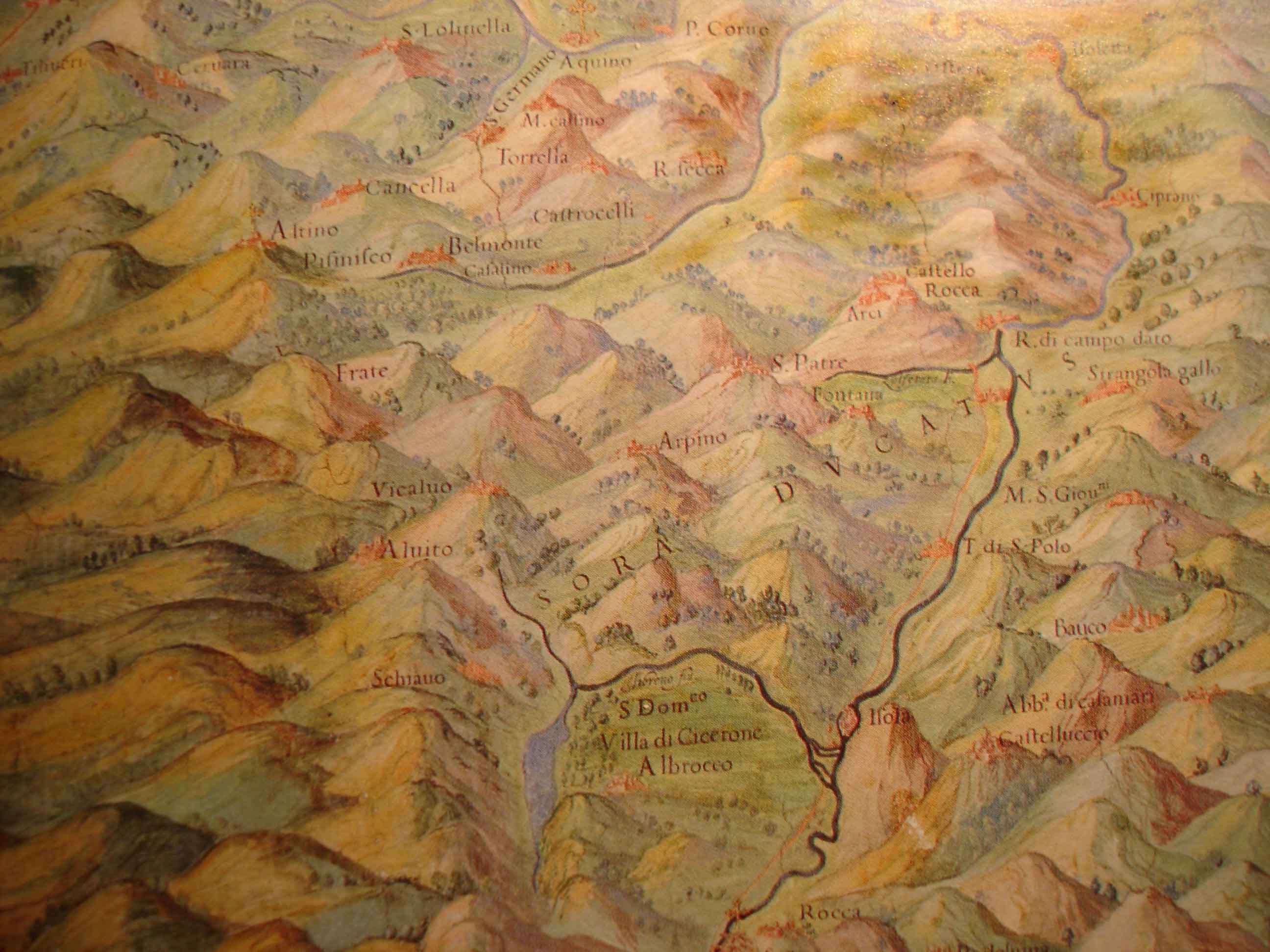
Rappresentazione del Ducato di Sora negli affreschi dei palazzi Vaticani.

1439
per un matrimonio politico, diviene conte di Sora Nicolò Cantelmo.
1443
il conte di Sora, Nicola Cantelmo, ottiene dal re di Napoli Alfonso I d'Aragona il titolo ducale.
Alla sua morte gli succede Pietro Giampaolo, che successivamente prenderà parte alla Congiura dei Baroni, a favore degli Angioini. Nel 1460, tuttavia, dopo alterne vicende, egli è sconfitto a Castelluccio (l'attuale Castelliri) dall'esercito del papa, fautore del re Ferdinando I di Napoli che era succeduto al padre Alfonso I. Pietro Giampaolo riprende ancora le armi, ma dopo l'attacco di Napoleone Orsini ad Isola del Liri, egli deve arrendersi, perdendo così il Ducato.
Per alcuni anni i suoi possessi rimangono a disposizione della Chiesa, ma nel
1472
Papa Sisto IV rinunzia ai suoi diritti sul Ducato di Sora, che il re Ferdinando I concede a Leonardo della Rovere, nipote dello stesso Pontefice insieme ad Alvito e Arce.
1495
Giovanni della Rovere, Duca di Sora e di Arce, signore di Senigallia, conquista Ceprano, Montecassino e la Terra di San Benedetto; il territorio ducale è alla sua massima estensione..
1516
Ferdinando d’Avalos è assoldato da Carlo V per reprimere gli ultimi residui filofrancesi nel Regno di Napoli. Il ducato, sottratto ai Della Rovere, per un breve periodo diviene possesso di Guglielmo di Croÿ che insedia presso Carnello una cartiera gestita da un artigiano di Fossombrone.
1580
papa Gregorio XIII acquista il feudo dai duchi di Urbino Della Rovere per donarlo al nuovo duca Giacomo Boncompagni, suo figlio.
1583
i feudi di Aquino e di Arpino, acquistati dai D'Avalos di Vasto, entrano a far parte del ducato che diviene così una vera e propria signoria.

## La fine del Ducato e la Terra di Lavoro
Il 14 luglio 1796 re Ferdinando IV di Napoli dichiarava soppresso il ducato di Sora, insieme allo Stato dei Presidi, e disponeva il compenso da versare al duca Antonio II Boncompagni. Pochi anni più tardi, con l'avanzata delle truppe francesi in tutta Italia e la proclamazione della Repubblica partenopea, la città lirinate fu proclamata distretto (sottintendenza) della provincia di Terra di Lavoro e fu poi centro d'azione della resistenza anti-giacobina che faceva capo al brigante Gaetano Mammone.
Con il ritorno di Ferdinando IV nel Regno, l'amministrazione locale era prevalentemente gestita dai municipi (decurionato).

## L'Ottocento
L'inizio dell'800 trova Sora inserita nel Regno di Napoli con alla testa Gioacchino Murat.
A seguito delle riforme napoleoniche, la provincia di Terra di Lavoro fu suddivisa in quattro distretti : Sora, Capua (che poi divenne Distretto di Caserta), Nola e Gaeta.
Sora comprendeva dieci Circondari: Sora, Arpino, Alvito, Atina, Arce, Roccasecca, S. Germano (oggi Cassino), Cervaro, Venafro e Colli al Volturno.
Capua, poi Caserta, furono i capoluoghi della Provincia di Terra di Lavoro, retta da un Intendente (poi chiamato Prefetto).
Nel Distretto aveva la sua residenza ed ufficio il Sotto-Intendente, chiamato in seguito Sotto-Prefetto.
È il periodo in cui si avvia la industrializzazione, specialmente della zona di Isola del Liri (allora ancora chiamata Isola di Sora) ad opera di imprenditori francesi (Lefebvre) per il settore della carta, ma anche italiani (Lorenzo Zino) nel settore tessile. Si tratta di opifici che occupano centinaia di persone e che diventano rapidamente il volano per lo sviluppo di tutti gli altri settori, a cominciare da quello commerciale.
1848
il 12 gennaio, giorno del compleanno del re Ferdinando II, a Palermo scoppia una violenta ribellione volta ad ottenere la Costituzione. Il re sceglie il male minore ed emana immediatamente alcuni decreti che concedono una maggiore autonomia alla Sicilia, una limitata libertà di stampa e la scarcerazione dei detenuti politici. Il 25 gennaio fa arrestare il ministro di polizia Francesco Saverio Del Carretto, “colpevole” di adoperare metodi troppo illiberali ed esilia mons. Celestino Cocle, confessore di corte di idee molto retrograde. Quest'ultimo fatto riguarda molto da vicino la diocesi di Sora in quanto il suo vescovo, Giuseppe Montieri, è un “pupillo” di Cocle. I liberali napoletani esultano e, il 27 gennaio manifestano in migliaia chiedendo la Costituzione. Fra di loro Pasquale Visocchi (industriale cartario) e Vincenzo Battista, ambedue di Atina, convocati dal “comitato centrale” per ricevere disposizioni relativamente alle operazioni da farsi nel distretto di Sora (Fonte: Archivio di Stato di Caserta (A.S.C.), Alta Polizia, b. 14,fasc. 1, "Elenco dei fatti avvenuti nel comune di Atina dal 25 gennaio 1848 fin oggi, riferiti da D. Carmine Fortucci di Rosanisco, villaggio di Atina")
Il re anticipa tutti e concede la Costituzione (Nota: il suo testo è scaricabile dal sito  dell'Università di Torino). Il testo del relativo decreto è reso pubblico il 29 gennaio. Il Battista torna ad Atina il 30 gennaio dove convoca una riunione di esponenti liberali. Conclusa la riunione, improvvisano una manifestazione con relativa distribuzione di nastri tricolori.
Anche gli artigiani e gli industriali degli altri centri del distretto di Sora si dimostrano entusiasti per la nuova Costituzione, non così i proprietari fondiari preoccupati che le masse contadine potessero porre di nuovo sul tappeto l'annosa questione demaniale e cioè dell'equa distribuzione delle terre un tempo proprietà comune.
La nuova costituzione è discussa dal Consiglio di Stato il 9 febbraio, firmata dal re il 10 e pubblicata l'11. Nel distretto si festeggia per qualche settimana con fuochi d'artificio, cortei e banchetti. In modo particolare a Sora il sindaco chiede che il vescovo Montieri ordini un “te Deum” di ringraziamento in tutte le chiese della diocesi. Il vescovo, noto per le sue idee ultraconservatrici, cede a malincuore a tale richiesta, ma qualche giorno dopo si rifiuta di sottoscrivere il giuramento che l'impegna a rispettare e difendere la nuova costituzione.
I benpensanti locali approfittano subito del momento favorevole per rinnovare la richiesta di allontanamento del vescovo “ribelle”, spedendo numerose proteste al ministero per gli affari di culto.
La sera dell'8 marzo ad Atina, venuti a conoscenza della Rivoluzione francese, si inneggia alla repubblica. A Sora intanto continua la congiura contro il vescovo Montieri al punto che il ministro degli affari di culto Cesidio Buonanni richiama il vescovo a Napoli con il pretesto di un abboccamento “urgentissimo” con il re. Il Montieri è recalcitrante, chiede di conoscere in anticipo i motivi della convocazione, perché non ritiene opportuno, se non per gravissimi motivi, abbandonare il suo “gregge” in frangenti così pericolosi.
I motivi di scontro intanto aumentano: il vescovo si oppone alla scarcerazione di alcune prostitute che ha fatto arrestare e rinchiudere, con il mantenimento a suo carico, nel carcere da lui stesso fatto costruire. La sera stessa però del diniego, un gruppo di “liberali” le liberano forzando il portone del carcere. I cittadini, entusiasti del fatto, si radunano sotto il vescovato ad insultare il vescovo ed inneggiare al re ed alla costituzione. Ormai la sua incolumità non è più garantita e finalmente, il 23 marzo, mons. Montieri parte in carrozza per rifugiarsi a Napoli, rinunciando così per sempre ad ogni qualsivoglia influenza sulle cose del distretto e della diocesi.
Cacciato Montieri, i sorani mettono mano alle riforme costituzionali: la Guardia Urbana è sostituita con la Guardia Nazionale composta da elementi più liberali. A Sora risulta eletto quale comandante Clemente Tuzi fu Eustachio (ricco proprietario).
Il 18 ed il 30 aprile si vota: la costituzione prevede l'elezione di 164 Deputati, uno ogni 40 000 abitanti per cui il distretto di Sora (121 000 abitanti) ha diritto a tre deputati. Sono elettori solo i cittadini maschi di almeno 25 anni di età e con un censo di almeno 24 ducati l'anno. Sono eleggibili i cittadini maschi di almeno 25 anni di età e con un censo minimo di 240 ducati l'anno. Risultano eletti Giuseppe Polsinelli di Arpino, industriale della lana, lo scienziato Ernesto Capocci di Picinisco ed il prof. Giuseppe Tari di Terelle. Sora, pur essendo il centro di gran lunga più popoloso, non riesce a far eleggere nessuno dei suoi cittadini.
In diversi centri del distretto, ma non nel capoluogo, si verificano nei giorni successivi, episodi di violenza verbale e fisica fra cui spicca, ad Atina, una vera e propria rivolta tendente a far allontanare un giudice considerato troppo filoborbonico.
Il 15 maggio del 1848 si insedia il Parlamento. Durante la seduta inaugurale molti deputati si rifiutano di giurare fedeltà alla Costituzione imposta dal re. Polsinelli e Capocci sono fra questi. Come conseguenza si riaccendono gli animi ed a Napoli si innalzano barricate. Fra i rivoltosi anche due cittadini del distretto di Sora.
Il re coglie lo spunto del mancato giuramento per sciogliere le camere e di fatto revocare la Costituzione da poco concessa. Esce inoltre dalla coalizione che aveva dato avvio alla prima guerra d’indipendenza.
Il giorno 19 maggio queste notizie arrivano in Val Comino e da quel momento in poi è un crescendo di attività sempre più apertamente rivoluzionarie. Addirittura si arriva ad organizzare una spedizione su Napoli radunando qualche centinaio di volontari provenienti da tutti i centri della valle. Nel frattempo però la rivoluzione napoletana è sconfitta e la spedizione è rinviata a tempi migliori.
L'estate del 1848 è molto tranquilla sul piano dell'attività politica, non è però scevra di tensioni più o meno latenti fra famiglie reazionarie e progressiste arrivando in qualche caso, per esempio nel comune di Casalattico, alle schioppettate.
Si arriva all'autunno e l'attenzione si sposta su Roma. Il 15 novembre viene assassinato Pellegrino Rossi Presidente del Governo pontificio, la notte del 24 Papa Pio IX fugge a Gaeta.
Nel febbraio del 1849 i rivoluzionari proclamano la Repubblica Romana. Contro di essa si aggrega una larga coalizione di Stati fra cui il Regno delle Due Sicilie. Re Ferdinando nomina comandante dell'esercito di “liberazione” il generale Winspeare che, alla testa di 8 500 uomini, entra nello stato pontificio, ma si scontra con Garibaldi e, nonostante che sia raggiunto da re Ferdinando in persona, è costretto alla ritirata. I garibaldini, inseguendo i borbonici, occupano Anagni e Frosinone, dove proclamano i governi provvisori. Dopo una scaramuccia con il nemico sul confine di Ceprano, Garibaldi entra ad Arce il 27 maggio. Vorrebbe continuare l'inseguimento fiducioso di poter arrivare fino a Napoli. Ma lo stesso pomeriggio riceve un dispaccio di Giuseppe Mazzini che gli ordina di ripiegare su Terni per ostacolare gli austriaci che hanno a loro volta invaso lo stato pontificio.
Il nuovo percorso prevede di passare per Sora e quindi Garibaldi scrive al sindaco di Sora Francesco Loffredo:
"Cittadino Gonfaloniere, dovendo passare colla divisione ai miei ordini in Sora, vi prego di farmi preparare biada e fieno per 400 cavalli e razioni per 8 mille uomini. G. Garibaldi".
Questa la risposta del sindaco:
"Cittadino Generale, mi impegnerò con tutta alacrità provvedere all'occorrenza di che mi fa parola nella sua; nell'intelligenza che in quanto ai foraggi farò tutto il possibile, stante l'assoluta mancanza di essi per il molto consumo fattone dalle nostre truppe".
Garibaldi però non va a Sora. Un altro dispaccio di Mazzini gli intima di rientrare subito a Roma per difenderla dall'attacco dei francesi e quindi la sera stessa dirige verso Ceprano e Frosinone.
Invece a Sora arrivano 300 “volontari romani", comandati da Napoleone Mambrini, il quale si fa consegnare 500 razioni di pane, formaggio e prosciutto e riparte subito per Tecchiena passando per Isola del Liri.
Il fatto che i sorani abbiano collaborato con il “nemico” suscita le ire di diversi funzionari borbonici che non esitano ad informarne, spesso anonimamente il prefetto di polizia di Napoli Gaetano Peccheneda. Qualcuno arriva a denunciare la presenza a Sora di un comitato repubblicano in “stretta corrispondenza con il comitato romano del rivoluzionario Pietro Sterbini”. Di tutto questo non esistono però prove certe.
Nel corso del 1849 termina la Prima guerra di indipendenza italiana e si esauriscono i moti popolari con la completa restaurazione dello “Status quo ante”.
1860
8 settembre: nonostante che i Borboni ancora resistano asserragliati in Capua e Gaeta, un gruppo di patrioti riunisce il popolo in Piazza Santa Restituta per proclamare il «Governo Provvisorio» nel Distretto di Sora sotto la dittatura di Garibaldi.
Questi sono i nomi dei partecipanti alla cerimonia: Giuseppe Colucci Sotto-Intendente (Sotto-Prefetto) in Sora, Giustiniano Nicolucci di Isola del Liri, Alfonso Visocchi di Atina, Francesco Loffredo di Sora, Lorenzo Iacovelli di Picinisco, Giuseppe M. Polsinelli di Arpino, Alessandro Ferrari di Sora, Gaetano Pelagalli di Aquino, Federico Iucci di Cassino e Calcagni di Arce..
1861
31 dicembre: Primo censimento generale della neonata Italia. Sora conta 12 031 abitanti. Il suo Circondario comprende 39 Comuni con una popolazione di 132 879 abitanti.
1862
10 agosto un'ora dopo la mezzanotte, giungono a Sora le acque della bonifica del Fucino. Anche se riutilizza il vecchio emissario dell'imperatore Claudio, l'opera, fortemente voluta dal principe Alessandro Torlonia è risultata comunque complessa e costosa, ma trasforma una palude in 15.000 ettari di fertilissimo terreno agricolo.
1873
In base al decreto reale del 2 febbraio 1873, il Comune di Sora acquista dal Demanio il castello di San Casto ai fini di tutela e restauro, al prezzo simbolico di 140 lire..
1883-1885
L'antico ponte di San Lorenzo, eretto in epoca romana, viene demolito con la dinamite perché ritenuto responsabile delle inondazioni che si verificano quasi ogni anno a valle dello stesso ponte. Cosa assolutamente impossibile perché un ostacolo a monte non può causare piene a valle.
Il ponte è sostituito da un bruttissimo ponte in ferro.
Si provvede anche al rifacimento del ponte di Napoli.
Il secolo si conclude con la realizzazione dell'acquedotto (con presa alle sorgenti del Carpello immissario del lago di Posta Fibreno); della ferrovia Avezzano - Sora – Roccasecca, da cui è possibile proseguire, sempre in treno, per Napoli; l'impianto d'illuminazione elettrica in ogni strada e in ogni casa del centro cittadino.

## Il terremoto del 1915
La mattina del 13 gennaio 1915 una forte scossa di terremoto ondulatorio, sussultorio e vorticoso fece crollare gran parte del centro urbano, seppellendo circa quattrocento dei 15 000 abitanti. Sora presentava un tragico spettacolo. I primi soccorsi giunsero dalla vicina città di Atina e da Roma. I Ministri Bertolini e Visocchi giunsero il 15, il re Vittorio Emanuele III il 16 gennaio. Il re in quei momenti concitati visitò tutti i feriti, rivolgendo ad ognuno una parola di conforto.

## La Prima guerra mondiale
A maggio dello stesso anno, dopo un periodo di incertezza, l'Italia decide di entrare in guerra.
I sorani chiamati alle armi furono 3 200.
Nell'elenco dei caduti figurano 8 ufficiali, 27 sottufficiali, 292 soldati a cui, per dare la misura di questa seconda immane sciagura, bisogna sommare 250 invalidi.
I 36 decorati testimoniano ancora una volta il "valore" del popolo sorano.

## Il fascismo e la seconda guerra mondiale
Nota: Il contenuto di questo paragrafo, se non indicato diversamente, fa riferimento a
Prima del fascismo Sora era una Città socialista. Nelle elezioni del 1920 risultò sindaco Rocco Annibale Vitti.
La giunta si impegnò per la ricostruzione di Sora approvando il piano regolatore e la costruzione di una rete irrigua e negli anni successivi suggerì alcune riforme tendenti a migliorare i servizi ai cittadini
1922
Alla marcia su Roma che segnò l'inizio dell'era fascista, parteciparono 27 sorani.
L'avvento del fascismo colse la nostra città ancora da ricostruire dopo la triplice catastrofe del terremoto, della prima guerra mondiale e dell'epidemia influenzale “Spagnola”.
1924
Una delegazione di ex combattenti sorani è ricevuta da Benito Mussolini che assicura un sollecito intervento per avviare la ricostruzione.
In relazione a tale problematica, nel 1925 il ministro dei Lavori pubblici Giovanni Giuriati visita Sora. A ricordo di tale interessamento l'ospedale ricostruito verrà poi a lui intitolato.
1926
si inizia a progettare la futura “casa del Balilla” che sarà poi realizzata nel 1933.
1927
Sora entra a far parte della neonata provincia di Frosinone. Dopo 15 secoli che ha orbitato nella zona d'influenza degli Stati dell'Italia meridionale, passa a far parte del Lazio e dell'Italia centrale.
1931
Secondo il censimento di quell'anno Sora conta 19 953 abitanti. Viene nominato vescovo Agostino Mancinelli.
1931
Antonio Valente (scenografo), nato a Sora il 14 luglio 1894, progetta e realizza il "Sacrario dei Martiri" alla mostra per il decennale della Rivoluzione fascista nel palazzo delle Esposizioni a Roma. In tale mostra è presente anche una sezione dedicata al “fascismo sorano”
1932
Esce il film "Gli uomini che mascalzoni" di Mario Camerini interpretato da Vittorio De Sica, nato a Sora nel 1901
1933
Il senatore Pietro Fedele tiene una conferenza presso il regio istituto tecnico "C. Baronio". Grazie al suo interessamento, l'istituto è stato da poco dichiarato “regio” entrando così a pieno titolo nel sistema d'istruzione nazionale.
Achille Starace, segretario del Partito Nazionale Fascista, viene a Sora il 5 marzo per scoprire la lapide posta a ricordo dei martiri della rivoluzione fascista Federico Guglielmo Florio e Giuseppe Marzano.
A dicembre si verifica una catastrofica alluvione.
1934
Si fa il bilancio dell'operato dell'ex podestà prof. Zeri. Nel corso del suo mandato sono state realizzate numerose opere :
il taglio delle pendici di San Casto per aprire un accesso fra il quartiere di “Canceglie” e l'attuale piazza Mayer Ross (all'epoca: “l'Ortara”);
la costruzione della casa del Balilla e del campo sportivo;
la realizzazione del Campo Boario (l'attuale Parco Valente);
il restauro del palazzo sede del comune;
la ristrutturazione dell'asilo infantile;
l'ampliamento dell'ospedale.
Viene istituita a Sora la "Scuola del Giocattolo".
In quell'anno risultano iscritti all'Opera nazionale balilla: 1016 “balilla”, 818 “Piccole italiane”, 533 “avanguardisti”, 40 “giovani italiane”
1935
Vittorio Emanuele III passa in rivista, a Sora, la 23 marzo (divisione di “camicie nere”) che, al comando del generale Ettore Bastico, dopo il periodo di addestramento, è in partenza per l'Africa Orientale Italiana.
Il popolo di Sora viene chiamato a donare le fedi alla Patria, la risposta è massiccia.
1936
Il sorano Antonio Conte combatte nella Guerra civile spagnola agli ordini di Randolfo Pacciardi passando in seguito nelle file della resistenza antifascista.
La guerra in Africa Orientale vede la partecipazione di moltissimi sorani pagando un alto contributo di morti tra cui Ferdinando Lilla (medaglia d'argento al valor militare).
Mons. Michele Fontevecchia è il nuovo vescovo di Sora,
Il maresciallo Rodolfo Graziani visita la città.
1943
L'otto settembre, giorno dell'armistizio fra l'Italia e le Forze Alleate, trova Sora impreparata agli eventi. Un gruppo di antifascisti aderenti ai vari partiti comincia ad operare in modo molto disorganico riuscendo infine nel 1944 a costituire il Comitato di Liberazione sorano che però resta praticamente inattivo sul piano militare. La principale attività sarà rivolta all'aiuto nei confronti di militari Alleati sfuggiti ai campi di internamento e rifugiatisi in montagna.
Intanto (primi di ottobre) la città è occupata dai tedeschi che insediano il comando nel fabbricato della stazione ferroviaria. Molti sorani preferiscono "sfollare" trovando rifugio nelle montagne circostanti. Viceversa trovano alloggio in città, nel rione “Canceglie” gli sfollati da Cassino.
Sora diviene il più importante centro logistico della linea Gustav e, nonostante sia riconosciuta "Città Ospedale" è assoggettata a numerose incursioni aeree alleate. Forse la più grave è quella del 14 dicembre dello stesso anno che comporta la distruzione dell'ospedale civile, dell'Istituto Tecnico, delle scuole elementari, della Banca d'Italia e di diverse abitazioni.
1944
| | |
| Il 24 marzo 1944 vengono fucilati alle Fosse Ardeatine:                                                          | |
| Domenico Iaforte fu Antonio e fu Di Pede Restituta Nato a Sora il 15/11/1893 Calzolaio Fosse Ardeatine: Sarc.132 | Raffaele Milano fu Giuseppe e fu Scazzocchio Giuditta Nato a Sora il 16/1/1896 Viaggiatore Fosse Ardeatine: Sarc.253 |
| | |

La città è liberata da truppe neozelandesi il 31 maggio. Prima della ritirata i tedeschi procurano inutili morti e feriti con le loro ultime cannonate, distruggono i ponti sul Liri, passano per le armi quattro componenti della famiglia di Giuseppe La Posta e l'eremita ottantenne della Madonna delle Grazie.
Sora eredita dal periodo bellico un ospedale all'avanguardia che riesce a sopperire alle esigenze sanitarie di tutta la provincia.
Dal novembre 1943 al giugno 1944, sono infatti curati nell'ospedale di Sora 1108 feriti così suddivisi:
| Tipo di ferita    | Ricoverati | Deceduti | Mortalità |
| ----------------- | ---------- | -------- | --------- |
| feriti del cranio | 122        | 25       | 20%       |
| feriti del torace | 84         | 27       | 30%       |
| feriti del’addome | 73         | 31       | 40%       |
| feriti degli arti | 827        | 83       | 10%       |

Da giugno la sezione locale del CNL si riunisce regolarmente nel piano terra del comune.
Tra giugno e agosto si registrano a Sora le sezioni di 4 partiti politici: DC (Democrazia Cristiana), PRI (Partito Repubblicano Italiano), PCI (Partito Comunista Italiano), PSI (Partito Socialista Italiano).
Il 12 agosto, a Fiesole, i tedeschi fucilano il sorano Alberto La Rocca Medaglia d'oro al valor militare.
1945
Si tirano le somme: Sora ha subito 23 bombardamenti; conta 167 militari e 60 civili morti a causa della guerra.
| Anni                       |                                                                      | Titolo                  |
| -------------------------- | -------------------------------------------------------------------- | ----------------------- |
| 1924 (fino a maggio)       | avv. Giulio Isotti                                                   | Commissario Prefettizio |
| 1924 (da maggio)           | rag. Enrico Grimaldi                                                 | Commissario Prefettizio |
| 1925                       | cav. Annibale Petricca                                               | Sindaco                 |
| 1926 - 1927                | cav. Annibale Petricca                                               | Podestà                 |
| 1928                       | comm. dr. Pietro Chiarotti e il col. cav. Cesare Armellini           | Commissari Prefettizi   |
| 1929 (fino ad agosto)      | col. cav. Cesare Armellini e comm. dr. prof. Paolo Zeri              | Commissari Prefettizi   |
| 1929 (da agosto) - 1933    | comm. dr. prof. Paolo Zeri                                           | Podestà                 |
| 1934 (fino a settembre)    | comm. dr. prof. Paolo Zeri                                           | Podestà                 |
| 1934 (da settembre) - 1940 | cav. Vincenzo Annonj                                                 | Podestà                 |
| 1941                       | cav. Vincenzo Annonj, comm. avv. A. Caredda, cav. uff. Dr. G. Romano | Commissari Prefettizi   |
| 1942                       | gr.uff.dr. Alberto Fico                                              | Commissario Prefettizio |
| 1942                       | dr.ing. Camillo Marsella                                             | Podestà                 |
| 1943 (fino a maggio)       | dr.ing. Camillo Marsella                                             | Podestà                 |
| 1943 (da maggio)           | Cav.Dr. R. Scognamiglio                                              | Commissario Prefettizio |
| 1944 (da febbraio)         | Cav. Arturo Venezia                                                  | Commissario Prefettizio |
| 1944 (da giugno)           | Dr. Giuseppe Ferri                                                   | Commissario Prefettizio |
| 1944 (da luglio)           | comm. Carlo Mancinelli                                               | Commissario Prefettizio |
| 1944 (da settembre)        | avv. Enrico Cangiano                                                 | Commissario Prefettizio |
| 1944 (da dicembre)         | Alberto Inglese                                                      | Commissario Prefettizio |
| 1945                       | Alberto Inglese                                                      | Sindaco                 |
| 1946 - 1948                | avv. Francesco Savona                                                | Sindaco                 |

## Dal Fascismo al II dopoguerra
Nel 1927 dall'unione del Circondario di Sora e del Circondario di Frosinone, con alcuni comuni dell'ex circondario di Gaeta nacque la provincia di Frosinone, di cui la città da allora fece parte, con il secondo collegio elettorale della provincia: Sora-Cassino. Il carattere bipolare della nuova provincia venne riproposto nello stemma che, oltre al leone araldico simbolo di Frosinone, riportava le cornucopie della Terra di Lavoro come simbolo della disciolta provincia.
Nel dopoguerra la città fu roccaforte di importanti esponenti politici del Partito Repubblicano Italiano e della Democrazia Cristiana ereditando e reinterpretando in chiave locale le antiche rivalità esistenti nel territorio già dall'età napoleonica e dalla soppressione della provincia di Terra di Lavoro.

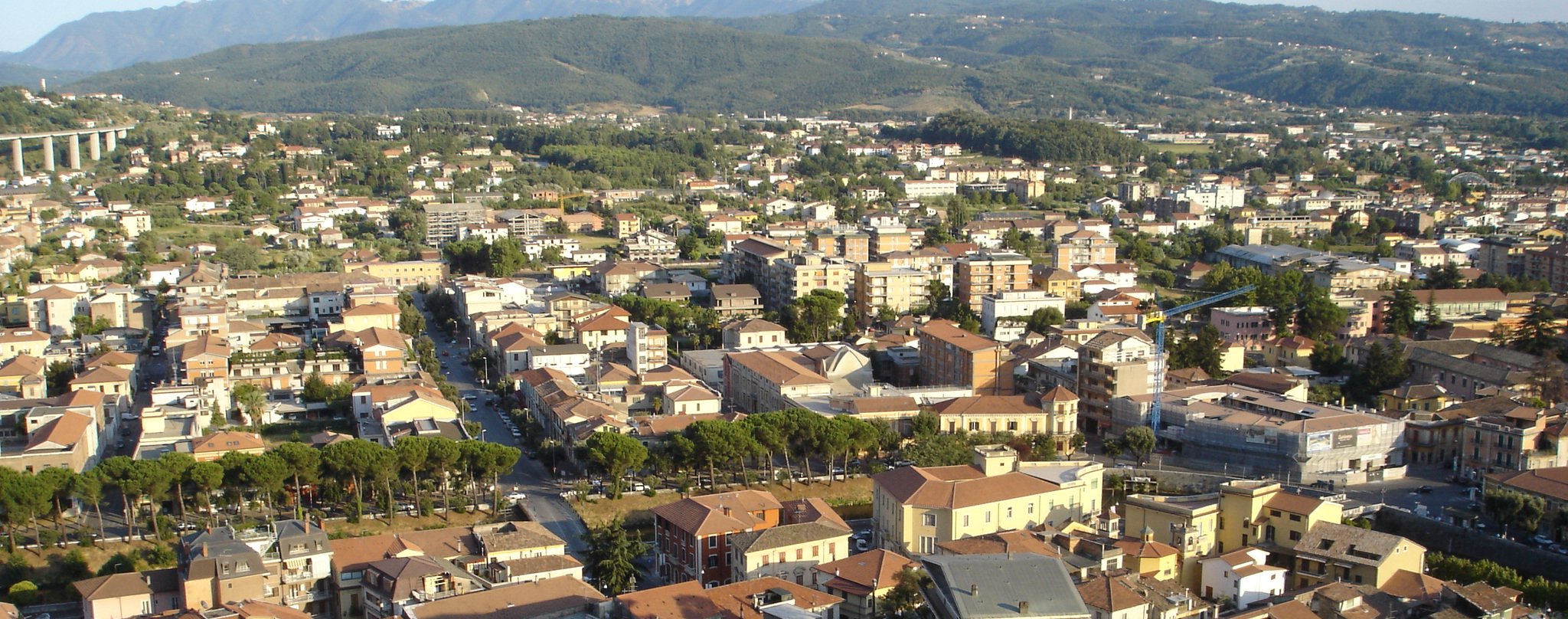
Sora, sviluppo della città oltre il Liri.

1946
Sora, nel referendum del 2 giugno, sceglie la repubblica con 6 454 voti contro i 4 135 della monarchia.
Le elezioni per l'Assemblea Costituente (Italia) danno il seguente risultato:
Assemblea costituente 02/06/1946 - Comune di SORA (Circoscrizione Roma - Viterbo - Latina - Frosinone)
Elettori a Sora: 13 294 - Votanti a Sora: 11 306 (85,05%)
| Liste/Gruppi                                            | Voti a Sora | % Sora | % Circoscr. | Seggi | % Italia |
| ------------------------------------------------------- | ----------- | ------ | ----------- | ----- | -------- |
| Democrazia Cristiana (DC)                               | 3 783       | 37,01  | 32,41       | 11    | 35,21    |
| Partito Repubblicano Italiano (PRI)                     | 3 072       | 30,05  | 15,17       | 5     | 4,36     |
| Partito Socialista Italiano di Unità Proletaria (PSIUP) | 1 111       | 10,87  | 10,68       | 3     | 20,68    |
| Partito Comunista Italiano (PCI)                        | 983         | 9,62   | 14,16       | 4     | 18,93    |
| ALTRE LISTE                                             | 474         | 4,64   |             |       |          |
| Unione Democratica Nazionale                            | 318         | 3,11   | 7,09        | 2     | 6,78     |
| Blocco Nazionale della Libertà                          | 156         | 1,53   | 6,32        | 2     | 2,77     |
| Fronte dell'Uomo Qualunque                              | 143         | 1,40   | 7,01        | 2     | 5,27     |
| Alleanza Monarchica                                     | 91          | 0,89   | 2,19        |       |          |
| Concentrazione Democratica Repubblicana                 | 46          | 0,45   | 0,50        |       | 0,42     |
| Partito d'Azione                                        | 45          | 0,44   | 1,19        |       | 1,45     |
| TOTALI VOTI VALIDI                                      | 10 222      |        |             |       |          |
| SCHEDE NULLE                                            | 1 084       |        |             |       |          |
| DI CUI BIANCHE                                          | 376         |        |             |       |          |
| TOTALE VOTANTI                                          | 11 306      |        |             |       |          |

Fonte: Ministero dell'Interno: Archivio storico delle elezioni 
Il 4 novembre viene concessa per Decreto la Medaglia d'oro al valor militare ad Alberto La Rocca; il fratello Luigi, trovandosi in città, apprende casualmente la notizia.
1947
Viene consegnata a Roma, dal presidente della repubblica Enrico De Nicola, la medaglia d'oro al VM. (alla memoria) ai carabinieri Alberto La Rocca, Vittorio Marandola e Fulvio Sbarretti (5 giugno).
1948
Il 15 febbraio la salma dell'eroe Alberto La Rocca torna nella città natale, accolta con tutti gli onori dalle Autorità civili e militari; attendono l'arrivo delle spoglie anche numerosissimi sorani, orgogliosi e commossi nel vedere la bara dell'eroe più giovane d'Italia.